# Marco van Basten
Marco van Basten (født 31. oktober 1964 i Utrecht) er en fodboldtræner og tidligere professionel fodboldspiller fra Holland. Som træner har han stået i spidsen for Hollands landshold og Ajax. Han bliver anset for én af de bedste angribere gennem tiderne. I 1987 hentede Silvio Berlusconi van Basten til AC Milan sammen med Ruud Gullit, og i 1988 hentede Berlusconi yderligere Frank Rijkaard til klubben.
Marco van Basten blev kåret til Årets Fodboldspiller i Europa i 1988, 1989 og 1992.
Han brændte, som den eneste hollandske spiller, et straffespark i straffesparkskonkurrencen i semifinalen ved EM 1992 mod Danmark, hvilket betød, at Danmark gik videre til finalen og endte med at vinde turneringen.
I 1995 måtte van Basten stoppe sin aktive karriere som fodboldspiller, da en skade i højre fod betød at genoptræningen slog fejl; han havde på det tidspunkt ikke spillet i to år.
Efter EM 2004 afløste han Dick Advocaat som hollandsk landstræner, og stod i spidsen for holdet ved både VM i 2006 og EM i 2008.